# جاده ئی۵۷۸ اروپا
جاده ئی۵۷۸ اروپا (به انگلیسی: European route E578) یکی از جاده‌های درجه ۲ قاره اروپا است.
این جاده که در کشور رومانی قرار دارد از شهر ساراتل شروع شده و در شهر چیچیس به پایان می‌رسد.